# Tigers du Bronx
Les Tigers du Bronx sont une franchise de hockey sur glace qui a évolué une saison  dans la Canadian-American Hockey League et deux saisons dans l'Eastern Hockey League.

## Can-Am
L'équipe a terminé la saison régulière a la 4e place avant de se faire éliminer en 1re ronde des séries éliminatoires par les Reds de Providence, futurs vainqueurs des séries.

## ECHL
En 1933, les Tigers terminent à la quatrième place de l'ECHL. En 1937, ils disputent une nouvelle saison dans l'ECHL mais ne jouent que 40 des 58 matchs prévus et n'en remportent que deux, terminant ainsi à la dernière place de la ligue.